# Hedwig and the Angry Inch (musical)

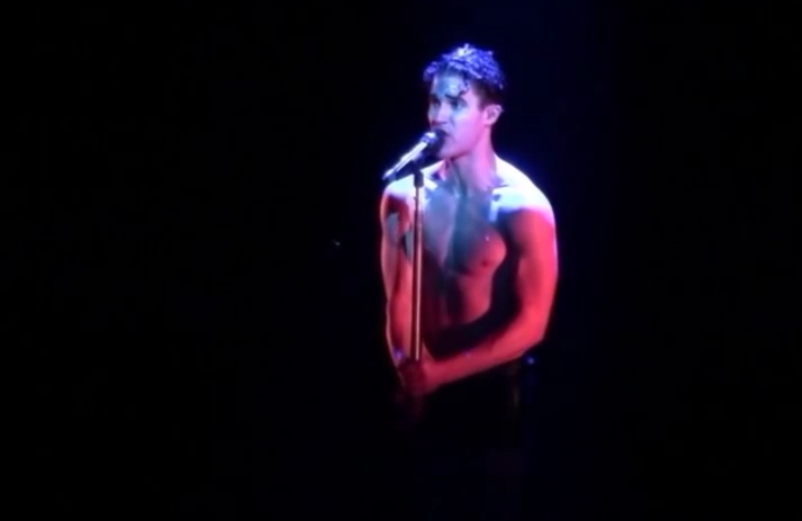
L'actor Darren Crhiss durant la producció de l'obra.

Hedwig and the Angry Inch és un musical-rock amb música i lletres de Stephen Trask i llibret de John Cameron Mitchell. El musical segueix a Hedwig Robinson, un cantant de gènere no binari de l'Alemanya de l'Est cantant d'una banda fictícia de rock and roll. La història es basa en la vida de Mitchell com a fill d'un major general de l'exèrcit nord-americà que va ser el comandant el sector nord-americà del Berlín occidental ocupat. El personatge de Hedwig es va inspirar en una esposa de l'exèrcit nord-americà divorciada alemanya, que era la mainadera de la família de Mitchell i de nit feia de prostituta a l'aparcament de camions de Junction City, Kansas. La música està impregnada als anys 70 de l'estil andrògin del glam rock de David Bowie (que va coproduir la producció de l'espectacle a Los Angeles), així com el treball de John Lennon i els primers intèrprets de punk Lou Reed i Iggy Pop.
El musical es va estrenar a l'Off-Broadway el 1998 i va guanyar el Premi Obie i el premi Outer Critics Circle al millor musical Off-Broadway. La producció va durar dos anys i va ser remuntada amb diversos repartiments per l'equip creatiu original en altres ciutats dels Estats Units. El 2000, el musical tenia una producció al West End i s'ha produït a tot el món en centenars de produccions escèniques.
El 2014, l'espectacle va veure la seva primera encarnació a Broadway, estrenant-se aquell mes d'abril al Belasco Theatre i guanyant el premi Tony al millor revival de musical. La producció es va tancar el 13 de setembre de 2015. Una gira nacional de l'espectacle va començar al Golden Gate Theatre de San Francisco l'octubre de 2016 abans de tancar-se al Kennedy Center el juliol de 2017.

## Història
El personatge de Hedwig era originalment un personatge secundari de la peça. Es va inspirar lliurement en una cangur/prostituta alemanya que treballava per a la família de Mitchell quan era adolescent a Junction City, Kansas. El personatge de Tommy, concebut originalment com el personatge principal, es basava en el mateix Mitchell: tots dos eren gais, fills d'un general de l'exèrcit, profundament catòlic i fascinats per la mitologia. Hedwig es va convertir en el protagonista de la història quan Trask va animar Mitchell a mostrar el seu primer material el 1994 al club de drag-punk de Nova York, Squeezebox, on Trask dirigia la banda de la casa i el xicot de Mitchell, Jack Steeb, tocava el baix.
Van acordar que la peça s'hauria de desenvolupar a través de concerts en grups més que en un teatre per tal de preservar l'energia del rock. Mitchell va estar profundament influït per la llista d'artistes drags que interpretaven portades de rock de Squeezebox. Les llistes de set dels primers concerts de Hedwig incloïen moltes portades amb lletres reescrites per Mitchell per explicar la història de Hedwig: "Oh Well" de Fleetwood Mac; "See No Evil" de Television; "Whole Wide World" d'Eric Wreckless ; "Death of Samantha" de Yoko Ono; "Non-Alignment Pact" de Pere Ubu; "Half Breed" de Cher; "Boys Keep Swinging" de David Bowie ; i "Femme Fatale" de la Velvet Underground. Una interpretació glam en alemany de "You Light Up My Life" de Debby Boone va servir com a final del final del musical.
El segon concert de Mitchell va ser com a presentador a Squeezebox en un projecte de llei amb la cantant Deborah Harry de Blondie. Va ser per aquesta ocasió que Mike Potter va dissenyar per primera vegada la perruca de marca Hedwig, que inicialment es va construir a partir de rotllos de paper higiènic embolicats amb cabells rossos sintètics. Mitchell, Trask i la banda Cheater (Jack Steeb, Chris Wielding, Dave McKinley i Scott Bilbrey) van continuar treballant material a llocs com Fez Nightclub i Westbeth Theatre Center durant quatre anys abans d'estrenar el musical complet Off-Broadway el 1998.
Mitchell ha explicat que Hedwig no és una dona trans, sinó un personatge genderqueer. "És més que una dona o un home", ha dit. "Ella té un gènere únic i això és casualment tan bonic".

## Sinopsi
El concepte de la producció escènica és que el públic està veient l'actuació musical del cantant de rock genderequeer Hedwig Robinson mentre segueix la gira (molt més reeixida) de l'estrella de rock Tommy Gnosis per tot el país. De tant en tant Hedwig obre una porta a l'escenari per escoltar el concert de Gnosis, que s'està tocant en un local contigu. Gnosis es recupera d'un incident que gairebé va arruïnar la seva carrera, ja que va estavellar el seu cotxe contra un autobús escolar mentre estava col·locat i rebia sexe oral precisament de Hedwig. Aprofitant la seva notorietat de l'incident, Hedwig decideix explicar al públic la seva història ("Tear Me Down").
Es ajudada pel seu assistent, corista i marit, Yitzhak, Yitzhak, una drag queen jueva de Zagreb, que manté una relació malsana i codependent amb Hedwig. Hedwig n'abusa verbalment durant tota la nit i queda clar que està amenaçada pel seu talent natural, que eclipsa el seu. Descriu com va acceptar casar-se amb ell només després de treure-li la promesa de no tornar a actuar com a dona, i es ressent amb amargor del tracte que li va fer. (Per promoure el tema del musical de línies de gènere difuminades, Yitzhak és interpretada per una actriu femenina.)
Hedwig explica la seva història de vida, que va començar quan ella era Hansel Schmidt, un "llapis de nen" que creixia al Berlín Oriental. Criat per una mare soltera emocionalment llunyana després que el seu pare, un soldat nord-americà, abandonés la família, Hansel es consola en el seu amor per la música rock occidental. Queda fascinada per una història anomenada "L'origen de l'amor" ("The Origin of Love"), basada en el discurs d'Aristòfanes al Simposi de Plató. Explica que una vegada van existir tres sexes d'éssers humans: "fills del Sol" (home i home lligat), "fills de la Terra" (dona i dona lligada) i "fills de la Lluna" (home i dona lligada). Cadascun era un ésser rodó, de dos caps, de quatre braços i de quatre potes. Els déus enfadats van dividir aquests primers humans en dos, deixant a les persones separades amb un anhel de tota la vida per la seva altra meitat. Hansel està decidida a buscar la seva altra meitat, però està convençuda que haurà de viatjar a Occident per fer-ho.
Això es fa possible quan, als seus vint anys, coneix Luther Robinson, un soldat nord-americà ("Sugar Daddy") que la convenç de començar a vestir-se de drag. Luter s'enamora d'Hansel i els dos decideixen casar-se. Aquest pla permetrà a Hansel abandonar l'Alemanya Oriental comunista cap a l'Oest capitalista. La mare de Hansel, Hedwig, li dona nom i passaport a Hansel i troba un metge per realitzar una cirurgia de reassignació genital. Tanmateix, l'operació es fa malbé i la vagina de Hansel construïda quirúrgicament es tanca, deixant a Hedwig amb un túmul de carn d'una polzada disfuncional entre les cames, "amb una cicatriu que la recorre com una ganyota lateral sobre una cara sense ulls" ("Angry Inch ").
Hedwig va a viure a Junction City, Kansas, com a dona de Luther. En el seu primer aniversari de noces, Luther deixa Hedwig per un home. Aquell mateix dia, s'anuncia que el mur de Berlín ha caigut i que Alemanya es reunificarà, cosa que significa que el sacrifici d'Hedwig no va servir per a res. Hedwig es recupera de la separació creant-se una identitat femenina més glamurosa ("Wig in a Box") i formant una banda de rock que anomena The Angry Inch.
Hedwig fa amistat amb el germà d'un nen que ella fa de mainadera, tímid i incomprès adolescent cristià Tommy Speck, que queda fascinat per una cançó que escriu pensant en ell ("Wicked Little Town"). Col·laboren en cançons i comencen una relació. Les seves cançons són un èxit i Hedwig li dona el nom artístic de "Tommy Gnosis". Hedwig creu que Tommy és la seva ànima bessona i que no pot estar sencera sense ell, però ell es disgusta quan descobreix que no és biològicament femenina i l'abandona ("The Long Grift"). Es converteix en una estrella de rock de gran èxit amb les cançons que Hedwig va escriure sola i amb ell. Els "ignorats internacionalment" Hedwig i la seva banda, Angry Inch, es veuen obligats a donar-se suport tocant cafeteries i immersions.
Hedwig es torna més irregular i inestable a mesura que avança la nit, fins que finalment es trenca, s'arrenca la perruca, el vestit i el maquillatge, obligant a Yitzhak a avançar-se i cantar ("Hedwig's Lament"/"Exquisite Corpse"). En el moment més àlgid del seu trencament, sembla que es transforma en Tommy Gnosis, que demana i li perdona en una repetició de la cançó que va escriure per a ell ("Wicked Little Town (Reprise)"). Hedwig, sense vestit, troba acceptació en si mateixa, donant-li la perruca a Yitzhak. En pau, Hedwig abandona l'escenari mentre Yitzhak pren la seva última cançó, vestida fabulosament de drag ("Midnight Radio").

## Cançons
Tot i que Yitzhak canta els cors de gairebé tots els números de l'espectacle, les cançons que hi ha a continuació etiquetades com Hedwig amb Yitzhak són les que tenen línies en solitari. L'espectacle es representa sense interrupció.
- "Tear Me Down" - Hedwig amb Yitzhak
- "The Origin of Love" - Hedwig
- "Sugar Daddy" - Hedwig amb Yitzhak
- "Angry Inch" - Hedwig
- "Wig in a Box" - Hedwig
- "Wicked Little Town" - Hedwig
- "The Long Grift" - Yitzhak/Skszp ‡
- "Hedwig's Lament" - Hedwig
- "Exquisite Corpse" - Hedwig with Yitzhak
- "Wicked Little Town (Reprise)" - Hedwig amb Yitzhak §
- "Midnight Radio" - Hedwig

‡ A la producció original Off-Broadway, aquesta cançó no la va cantar Yitzhak, sinó el director musical Skszp. No obstant això, al Broadway Revival del 2014, Yitzhak canta la cançó.
§ Aquesta cançó està interpretada per Tommy Gnosis, que ha de ser interpretat pel mateix actor que Hedwig.
Una cançó interpretada per Yitzhak i la banda, "Random Number Generation", va ser inclosa a l'àlbum de repartiment off-Broadway, però no apareix a la partitura.
La producció de Broadway tenia la cançó preparada per reproduir-la en cas que Hedwig hagués de sortir de l'escenari, juntament amb "Freaks", una cançó de la pel·lícula.
Lena Hall va interpretar la cançó en el seu últim espectacle durant la prova de so.
Al revival de Broadway del 2014, es va afegir una petita subtrama al guió i es va afegir un petit número per donar-li suport.
Parodiant The Hurt Locker Hedwig explica que una versió musical de la història només va durar una nit abans de tancar-se durant l'intermedi, i que ha convençut un productor que la deixi actuar en el que d'una altra manera seria un escenari buit. En un moment donat, Hedwig troba el tema d'una cançó de l'espectacle "Quan l'amor explota" i deixa que Yitzhak la canti, però l'atura abans que pugui cantar l'última nota (l'única excepció és l'última nit de Lena Hall). Yitzhak canta tota la cançó (inclòs un vers que falta) a l'àlbum Revival Cast.

## Produccions
Entre els actors que han interpretat a Hedwig als escenaris dels Estats Units hi ha Michael Cerveris, Neil Patrick Harris, Lena Hall, Darren Criss, Taye Diggs, Andrew Rannells, Michael C. Hall, Ally Sheedy, Euan Morton, Kevin Cahoon, Gene Dante, Anthony Rapp, Matt McGrath, Jeff Skowron, i Nick Garrison, i iOTA. Altres figures destacades que han retratat Hedwig són Donovan Leitch, Jr., el glam-rocker fill del compositor de rock folk dels anys seixanta Donovan.El guanyador de la temporada 5 de RuPaul's Drag Race, Jinkx Monsoon, també va interpretar a Hedwig en una producció de Seattle el 2013.

### Off-Broadway
Hedwig i the Angry Inch es va estrenar al Jane Street Theatre de l'Off-Broadway el 14 de febrer de 1998 i va tancar el 9 d'abril de 2000 després de 857 representacions. La direcció va anar a càrrec de Peter Askin i la posada en escena musical de Jerry Mitchell, amb Hedwig interpretat inicialment per John Cameron Mitchell i Yitzhak interpretat per Miriam Shor. El teatre es trobava a la sala de ball de l'Hotel Riverview, que una vegada allotjava la tripulació supervivent del Titanic (fet que figurava en la producció original).
Entre els actors que van interpretar a Hedwig en aquesta producció fora de Broadway hi havia Michael Cerveris, Donovan Leitch, Ally Sheedy, Kevin Cahoon, Asa Somers, i Matt McGrath.
Aquesta producció va guanyar el Premi Obie, Citacions especials 1998 per a Stephen Trask i l'elenc i el Premi Outer Critics Circle al millor musical fora de Broadway.

### West End
Hedwig i the Angry Inch es va estrenar al West End al Playhouse Theatre el 19 de setembre del 2000 i va tancar el 4 de novembre del 2000 amb Michael Cerveris.
Atrocity Tour de Rose Tinted Productions va portar-lo durant el 2004 als següents llocs:
- 30 d'abril - 15 de maig de 2004 a Brighton Fringe
- 25 de juliol de 2004 al Sussex Arts Club, Brighton
- Del 6 al 14 d'agost de 2004 al Edinburgh Fringe Festival, Lloc 231, 1/4 rm @ Greenside (Sub Sanctuary), Greenside Church, Royal Terrace, Edimburg, EH7 5AB[14]

amb Hedwig - Matthew Tapscott i Yitzhak - Mel Farmery, The Angry Inch: Skszp - Steve Lockwood (baix i MD), Schlatko - Lee Farmery (bateria), Jacek - Tesco (guitarra), Krzyzhtof - Stu (guitarra), Hlava - Marcus Lane (teclats), Equip creatiu: John Lynch - Director artístic i productor, Paul Howse - Disseny d'il·luminació, efectes especials, Jim Craig - Director d'escena, Steve Lockwood - Director musical, Leanne Edwards - Coreografia, Wanda MacRae - Original Make Up i Wig Design, Pete Mathers - Enginyer de so, espectacles britànics produïts per Rose Tinted Productions en acord amb Josef Weinberger Ltd
Atrocity Tour també va tocar a Itàlia del 3 al 14 de novembre de 2004 al Teatro Ariberto de Milà
The Wicked Little Towns Tour 2005/2006 de Janus Theatre Company va tocar als següents espais:
- 8 d'octubre de 2005 a New Greenham Arts, Newbury, Berkshire
- del 13 d'octubre de 2005 al dissabte 15 d'octubre de 2005 al Mill Studio, Yvonne Arnaud Theatre, Guildford, Surrey
- 23 d'octubre de 2005 al Sussex Arts Club, Brighton, Sussex
- 29 d'octubre de 2005 al South Street Theatre, Reading, Berkshire
- 14 de gener de 2006 al teatre Yvonne Arnaud, Guildford, Surrey

amb Nick D. Garrisson - Hedwig (Garrisson ha interpretat el paper d'Hedwig també a Chicago, San Francisco i el 2002 i 2004 a Seattle. va guanyar el premi Joseph Jefferson al millor actor) i Maggie Duerden (nata Bartlett) - Yitzhak, The Angry Inch : Skszp - Steve Lockwood (baix i MD), Schlatko - Mark Dean (bateria), Jacek - Michel Davis (guitarra), Krzyzhtof - Tony Marchant (guitarra), Hlava - Marcus Lane (teclats)
L'estiu de 2010, l'espectacle es va representar al teatre George Square d'Edimburg, Escòcia, en el marc del Edinburgh Fringe Festival.
L'espectacle també es va representar al Edinburgh Fringe el 2015 a Greenside @ Royal Terrace per la jove companyia A Wicked Little Town amb una acollida positiva.

### Alemanya
Es van projectar diverses produccions a Frankfurt del Main el 2008, 2009, 2010 i 2011 i a Berlín el 2002, 2013 i 2014. Una nova producció es va estrenar a Bremen el 19 de juny de 2014
Berlín
3 d'octubre de 2002 - 20 de novembre de 2002 - Glashaus der Arena Berlin (amb Drew Sarich - Hedwig, Director: Rhys Martin)
30 de maig de 2013 - 31 d'agost de 2013 Admiralspalast Klub (amb Sven Ratzke - Hedwig, Guntbert Warns - Director)
17 de setembre de 2014 - 20 de setembre de 2014 BKA Theatre de Berlín (amb Sven Ratzke - Hedwig, Guntbert Warns - Director)
25 de febrer de 2014 - 29 de febrer de 2014 BKA Theatre de Berlín (amb Sven Ratzke - Hedwig, Guntbert Warns - Director)
18 de març de 2014 - 21 de març de 2014 BKA Theatre de Berlín (amb Sven Ratzke - Hedwig, Guntbert Warns - Director)
19 de febrer de 2015 - 23 de febrer de 2015 BKA Theatre de Berlín (amb Sven Ratzke - Hedwig, Guntbert Warns - Director)
19 de març de 2015 - 23 de març de 2015 Teatre BKA de Berlín (amb Sven Ratzke - Hedwig, Guntbert Warns - Director)
18 d'octubre de 2016 - 22 d'octubre de 2016 BKA Theatre de Berlín (amb Sven Ratzke - Hedwig, Guntbert Warns - Director)
16 de novembre de 2016 - 20 de novembre de 2016 BKA Theatre de Berlín (amb Sven Ratzke - Hedwig, Guntbert Warns - Director)
Hamburg
8 de novembre de 2016 - 13 de novembre de 2016 Schmidts Tivoli (amb Sven Ratzke - Hedwig, Guntbert Warns - Director)
Frankfurt
Febrer de 2008 (amb Nigel Francis - Hedwig)
20 de novembre de 2009 - 20 de desembre de 2009 - Sinkkasten
20 de novembre de 2010 - 8 de gener de 2011 - Nachtleben
19 d'agost de 2011 - 21 d'agost de 2011 - Neues Theatre Hoechst (amb Nigel Francis - Hedwig i Diana Nagel - Yitzak)
El 22 de setembre, 2017, una nova producció de Hedwig and the Angry Inch, dirigida per Thomas Helmut Heep i protagonitzada per Michael Kargus com Hedwig, Kathrin Hanak com Yitzhak, i Lukas Witzel com a alternativa Hedwig, oberta al 200-seient lloc Brotfabrik a Frankfurt.
Bremen
El 19 de juny de 2014 es va estrenar a Schwankhalle de Bremen una adaptació alemanya de Hedwig and the Angry Inch, amb els actors Pascal Nöldner com a Hedwig i Birgit Corinna Lange com a Yitzhak. Carsten Sauer (teclat), Denni Fischer (baix), Keule (guitarra) i Norman Karlsen (bateria) eren a la banda. El director va ser Nomena Struß. Hi va haver 12 representacions, amb un assaig públic l'11 de juny de 2014.

### Àustria
El 23 de març del 2006, Hedwig i the Angry Inch es va estrenar al Metropol Wien de Viena, amb Andreas Bieber com Hedwig i Anke Fiedler com Yitzak; Torsten Fischer va ser el director i dissenyador de vestuari; i la banda de Hedwigs estava formada per: Markus Adamer (bateria), Matthias Petereit (baix), Harry Peller (guitarra) i Bernhard Wagner(guitarra i teclats). La traducció alemanya va ser obra de Gerd Koester i Herbert Schaefer.

### Barcelona
El juliol del 2004, dins del segon bloc de la programació del Festival Grec, Daniel Anglès protagonitzà Hedwig a la sala La Paloma, amb 3 dies de representacions.

### Brasil
L'agost del 2010 es va estrenar a Rio de Janeiro una adaptació brasilera de Hedwig i the Angry Inch, amb Paulo Vilhena i Pierre Baitelli interpretant Hedwig. Aquesta va ser la primera adaptació on hi havia dos actors que interpretaven simultàniament Hedwig a l'escenari. L'obra va ser traduïda per Jonas Calmon Klabin i dirigida per Evandro Mesquita, amb direcció musical de Danilo Timm i Evandro Mesquita. Eline Porto va tocar Yitzhak, Alexandre Griva a la bateria, Fabrizio Iorio als teclats, Patrick Laplan al baix i Pedro Nogueira tocant la guitarra.
Les prèvies musicals es van estendre del 10 d'agost al 3 de setembre de 2010 i l'espectacle complet es va estendre del 15 de setembre al 6 de novembre de 2010, amb un total de 46 representacions.
La mateixa producció es va reobrir a São Paulo el 26 d'agost de 2011 i es va estendre fins al 16 d'octubre de 2011, amb un total de 25 representacions, ara amb els actors Pierre Baitelli i Felipe Carvalhido interpretant a Hedwig. Eline Porto va tocar Yitzhak, Diego Andrade a la bateria, Fabrizio Iorio als teclats, Melvin Ribeiro al baix i Pedro Nogueira tocant la guitarra. Nominada al millor actor (Pierre Baitelli) i a la millor direcció musical (Danilo Timm i Evandro Mesquita) al Premi Shell de Teatro. Guanyador del millor actor (Pierre Baitelli i nominat a la millor producció (Oz), millor director (Evandro Mesquita) i millor actriu (Eline Porto) al Prêmio Arte Qualidade Brasil. També, una nominació al millor musical en una adaptació brasilera per Prêmio Contigo de Teatro.
Aquesta mateixa producció es va representar de nou a Rio de Janeiro del 4 al 22 d'abril de 2012 i una gira a Curitiba, que va actuar del 26 al 29 d'abril de 2012, amb un total de 16 representacions. El 24 de novembre de 2012, John Cameron Mitchell va fer un concert amb el repartiment i convidats brasilers de Hedwig i es van fer dues altres actuacions de Hedwig a Rio, els dies 23 i 25 de novembre, i 4 actuacions a Fortaleza, els dies 29, 30 de novembre, 1 i 2 de desembre, 2012. Hi havia altres 7 representacions programades per al febrer de 2014 a Brasília i Recife, finalitzant el projecte brasiler Hedwig amb un total de 100 representacions.

### Estats Units
The Signature Theatre de l'àrea de Washington DC va produir l'espectacle el 2002.
El 2002 i el 2003, Zany Hijinx va produir l'espectacle a Boston, amb Gene Dante com a Hedwig i Lisa Boucher com a Yitzhak.
A l'estiu del 2010, Hedwig and the Angry Inch va ser interpretat a San Juan, Puerto Rico, amb Gil René interpretant el paper d'Hedwig i la banda Simples Mortales fent tota la música en directe. Aquesta versió de Hedwig es va traduir completament al castellà.
El 2011, Gene Dante i Lisa van Oosterum reprenen els seus papers com Hedwig i Yitzhak a la gira de Nova Zelanda per Hedwig and the Angry Inch de Zany Hijinx.'
Una producció de San Francisco al Boxcar Theatre a l'estiu del 2012 va comptar amb dotze actors, masculins i femenins i de diverses ètnies, que representaven Hedwig en cada espectacle. Un revival de la producció, que va començar el desembre de 2012 i va continuar fins a l'agost del 2013, va incloure vuit actors cada nit en el paper principal.
El juny de 2013 JJ Parkey i Ruthie Stephens van interpretar a Hedwig i Yitzhak a la Short North Stage Production de Columbus, Ohio.
Després d'una exitosa carrera del 2013 i una representació de Cap d'Any, Roxy Theatricals va presentar la producció del 17 de gener a l'1 de febrer de 2014 al The Legacy Theatre de Springfield, IL.
L'espectacle va ser produït per TheatreLAB i Spin, Spit & Swear a Richmond, Virgínia, a l'octubre del 2014. Matt Shofner va actuar com a Hedwig i Bianca Bryan a interpretar Yitzhak.

#### Broadway
Neil Patrick Harris va protagonitzar la primera producció a Broadway al Belasco Theatre, que va començar les prèvies el 29 de març de 2014, i es va estrenar oficialment el 22 d'abril de 2014. Harris es va quedar a la producció fins al de 17 d'agost de 2014. El director va ser Michael Mayer amb el musical posada en escena per Spencer Liff. Lena Hall va interpretar a Yitzhak, el marit de Hedwig, fins a l'abril del 2015. Aquesta producció va guanyar diversos premis Tony, incloent el millor revival d'un musical, millor actor principal en un musical (Harris) i la millor actriu destacada en un musical (Hall). També va ser nominada al millor disseny de vestuari per a un musical (Arianne Phillips), que també va vestir la pel·lícula original del 2001.
Després que Harris abandonés la producció, Andrew Rannells va assumir el paper d'Hedwig el 20 d'agost de 2014, seguit de Michael C. Hall, que va interpretar Hedwig des del 16 d'octubre de 2014 fins al 18 de gener de 2015. La producció va comptar amb el co-creador John Cameron Mitchell, que va tornar al paper del 21 de gener al 26 d'abril del 2015. Darren Criss va assumir el paper d'Hedwig el 29 d'abril i va jugar fins al 19 de juliol del 2015. Taye Diggs va assumir el paper el 22 de juliol de 2015 i va actuar fins al final de la producció el 13 de setembre de 2015.
Després que Lena Hall deixés la producció el 4 d'abril de 2015, Rebecca Naomi Jones va assumir el càrrec de Yitzhak el 14 d'abril de 2015, després d'una etapa d'una setmana amb Shannon Conley en el paper.
La producció de Broadway es va tancar el 13 de setembre de 2015, després de 22 estrenes i 507 representacions regulars.

#### Hurt Locker: The Musical
Aquesta versió del musical actualitza la història als nostres dies i Hedwig actua en l'escenari abandonat del fictici Hurt Locker: The Musical, que va tancar la tarda anterior a meitat de la seva primera actuació. Hedwig explica que, com que es va tancar tan ràpidament, va poder convèncer un dels productors perquè li permetés utilitzar el que hauria estat un escenari buit i inutilitzat. Playbills falsos per al musical es reparteixen a tot el teatre i discuteixen diversos elements del musical, que Hedwig de tant en tant esmenta de manera ofensiva al llarg del musical. El director Michael Mayer va declarar que se'ls va ocórrer la idea de Hurt Locker: The Musical com una manera d'explicar la presència de Hedwig en un teatre de Broadway. També es va utilitzar com una manera d'actualitzar el guió als dies moderns, així com per explicar com Hedwig seria capaç d'utilitzar aquests escenaris. Diversos diaris han comentat favorablement les imitacions de Playbills, tant com a element del musical com a peça separada del musical en si.

#### Primera gira als Estats Units
El 4 d'octubre de 2016 es va iniciar una gira nacional per la producció de Broadway al Golden Gate Theatre de San Francisco, protagonitzada per Darren Criss com a Hedwig i Lena Hall com a Yitzhak, respectivament. Hall va interpretar el paper principal de Hedwig un cop a la setmana durant vuit representacions, cosa que la va convertir en el primer actor a interpretar tant a Hedwig com a Yitzhak en la mateixa producció. Hall i Criss van acabar la seva carrera el 27 de novembre de 2016.
Des del 29 de novembre de 2016 fins al 2 de juliol de 2017, Euan Morton i Hannah Corneau van interpretar Hedwig i Yitzhak, respectivament, amb Mason Alexander Park continuant com Hedwig Standby / Alternate i Shannon Conley com a Yitzhak standby

#### Gira del 20è aniversari de l'origen de l'amor
El 2019 John Cameron Mitchell va crear i va protagonitzar The Origin of Love Tour: The Songs i Stories of Hedwig, una actuació despullada centrada en la música i en històries en primera persona sobre la creació de la producció original fora de Broadway. Mitchell va iniciar la gira per recaptar diners per a les despeses mèdiques relacionades amb la seva mare, que pateix Alzheimer en fase final. A més de les cançons de Hedwig, el programa també inclou números del podcast musical de Mitchell Anthem: Homunculus, la seva pel·lícula How to Talk to Girls at Parties, i portades d'artistes com David Bowie.

### Israel
Al maig de 2020, Hedwig and the Angry Inch tenia previst estrenar-se a Israel al Cinema City Theatre, en hebreu i amb Roi Dolev com a Hedwig, i amb perruques del dissenyador original de perruques de Broadway Mike Potter Potter. No obstant això, la pandèmia de COVID-19 va obligar la producció a ajornar la seva estrena. Poc després, la producció va llançar un senzill enregistrat en quarantena,que va ser elogiat per l'autor Stephen Trask com "una de les millors versions de Wicked Little Town." El 9 d'agost de 2020, la producció va anunciar les seves intencions de presentar actuacions prèvies a l'estrena per a públic petit i distanciat socialment, a partir d'octubre de 2020. No obstant això, el gener de 2021, Dolev va revelar que la producció encara està en un llimbe a causa que Israel va entrar en una segona i tercera quarantena, sense permetre que es produïssin representacions públiques.

### Itàlia
L'estrena italiana de Hedwig and the Angry Inch va ser obra del britisch Atrocity Tour el 2004, entre el 03-14 novembre al Teatre Ariberto de Milà, amb Atrocity Tour -Cast original, produït per Alessio Rombolotti en associació amb Helen Merill NYC, Simone Stucchi - Enginyer de so

### Japó
La producció del musical va començar el 16 de juny de 2005 al Parco Theatre, amb una traducció d'Aoi Yoji, protagonitzada per Hiroshi Mikami i Emi Eleonola.
El 15 de febrer de 2007 es va llançar una nova versió en escena, que va començar a Shinjuku Face a Tòquio, traducció de Kitamaru Yuji i protagonitzada per Koji Yamamoto.
El 4 d'abril de 2008 es va tornar a reproduir, amb Koji Yamamoto al capdavant, de nou al Shinjuku Face de Tòquio, que abasta encara més llocs que l'any anterior.
El 2009 es va produir una gira de dues ciutats, el 27 de novembre a la ciutat de Wel a Osaka, i del 2 al 6 de desembre al Zepp Tokyo de Tòquio. Després de 3 anys, el 2012, Hedwig va tenir una nova oportunitat, a partir del 28 de setembre, a Zepp DiverCity Tokyo, amb Mirai Moriyama al capdavant, i les lletres traduïdes per Shikao Suga.
Una nova edició del musical va començar el 31 d'agost de 2019 al Tokyo Ex Theatre Roppongi, amb les lletres de Neko Oikawa, Kenji Urai com a personatge principal i Avu Barazono com a Yitzhak; i amb DURAN (Gt), YUTARO (Ba), Kusunose Takuya (Dr), Hideyuki Ohashi (Gt), Akane Otsuka (Clau) com a membres de la banda THE ANGRY INCH.

### Mèxic
L'abril de 2011, l'espectacle es va representar a San Miguel de Allende i es va presentar simultàniament tant en anglès com en castellà. També es va representar com un esdeveniment especial al Festival de Cinema de Guanajuato. Aquesta producció va guanyar el premi al millor de teatre de San Miguel el 2011.

### Nova Zelanda
Al maig del 2019, Hedwig and the Angry Inch estrena Nova Zelanda al The Court Theatre de Christchurch amb Adam Rennie com a protagonista.

### Països Baixos
El juny de 2014, Sven Ratzke (com a Hedwig) va portar la Berlin Production of Hedwig and the Angry Inch durant tres setmanes a Amsterdam (ubicació: De Kleine Komedie), Utrecht (Stadsschouwburg Utrecht) i Eindhoven (Parktheater Eindhoven). L'espectacle va rebre molt bones crítiques als Països Baixos.

### República Txeca
A la primavera de 2011, el teatre AKANDA de Praga en anglès va representar Hedwig and the Angry Inch al Iron Curtain Club, amb Jeff Fritz com a Hedwig i Uliana Elina com a Yitzhak.

### Tailàndia
L'espectacle va ser presentat per la Bangkok University Theatre Company el juliol del 2011. Després es va tornar a muntar a l'estudi RCA Mongkol el juny del 2014. En ambdues produccions, Hedwig va ser interpretada per Chanudol Suksatit.

### Turquia
L'estrena turca va ser el 2016 a Istanbul amb Yilmaz Sutcu com a Hedwig i Ayse Gunyuz com a Yitzhak, amb la direcció de Baris Arman a Kazan Dairesi.

## Adaptació
El 2001, John Cameron Mitchell va adaptar, dirigir i protagonitzar una adaptació cinematogràfica del musical, també anomenada Hedwig i the Angry Inch.

## A la cultura popular
El 2020, la sèrie de televisió Riverdale va basar el seu episodi musical de la quarta temporada titulat " Chapter Seventy-Four: Wicked Little Town " en Hedwig and the Angry Inch.

## Temes i anàlisi
El musical explora la identitat queer i desafia la noció de cultura rock com a separada del teatre en viu. S'afegeix al nombre creixent de pel·lícules i mitjans principals que qüestionen les opinions dicotòmiques sobre el sexe i el gènere. Hedwig and the Angry Inch també proporciona un espai per a intèrprets obertament estranys en aquest moviment alternatiu de teatre i subcultura punk que sovint s'etiqueta com a queercore. En lloc d'una narrativa transgènere convencional que analitza el relat d'un individu sobre la disfòria de gènere, Hedwig and the Angry Inch se centra en el viatge del personatge principal per trobar l'amor "mirant cap a dins".
Acadèmics també han reconegut el vincle entre la cerca de Hedwig per la seva "altra meitat" i "L'origen de l'amor" de Plató, un dels números de Hedwig. En consonància amb l'èmfasi occidental en l'individualisme, Hedwig i Angry Inch qüestionen què significa estar dividit en una societat individualista. Com reconeix Mitchell, director de l'adaptació cinematogràfica, a través de motius recurrents del "jo dividit, la ciutat dividida de Berlín ... el gènere dividit ..." el tema del dualisme impregna tot el musical. Tot i així, Hedwig desmenteix aquesta noció de finalització externa, en lloc de reforçar una ideologia pro-occidental d'autonomia individual que contribueix a una naturalització global de la filosofia occidental.

## Rebuda
El musical va ser elogiat per Rolling Stone com el primer musical de rock que era "rock de debò". L'espectacle també va atreure a molts fans del món de la música. També es va remarcar l'autenticitat de l'espectacle i el seu ús de personatges fora de les limitacions hetero-normatives habituals del teatre.

## Fandom
Els fans de l'obra i la pel·lícula es denominen "Hedheads". A Corea i Japó, diversos ídols adolescents i actors respectats han interpretat el paper i han inspirat a un gran nombre de joves dones.
John Cameron Mitchell ha afirmat que, tot i que Hedwig ha de ser una veu queer, no ha de ser específicament transgènere: "Tothom sap que hi ha una metàfora amb Hedwig. Ha estat obligada a aquesta operació de [canvi de sexe] ... no és una opció. Hedwig no parla per a cap comunitat trans, ja que, ja ho sabeu, estava mutilada." "Ella és més que una dona o un home", ha explicat. "Ella té un gènere únic, i per casualitat és tan bonic."

## Enregistraments
- 1998 Original off-Broadway Cast
- 2000 Movie Soundtrack
- 2002 "Wig" Cleveland Public Theatre Cast
- 2003 Wig in a Box (tribute album)
- 2004 UK Atrocity Tour cast
- 2005 Original Korean Cast
- 2005 Peruvian Cast (Hedwig Y la Pulgada Furiosa)
- 2006 Korean Cast
- 2006 Original Australian Cast
- 2014 Original Broadway Cast

## Premis i nominacions
La producció original va guanyar els premis Obie i el  Outer Critics Circle al millor espectacle de l'Off-Broadway.
La producció de Broadway de 2014 va rebre 8 nominacions als Premis Tony, guanyant-ne'n quatre (empatant amb A Gentleman's Guide to Love i Murder)

### Producció original Off-Broadway 1998
| Any  | Premi                       | Categoria                          | Nominat                            | Resultat  |
| ---- | --------------------------- | ---------------------------------- | ---------------------------------- | --------- |
| 1998 | Premis Outer Critics Circle | Musical destacat de l'Off-Broadway | Musical destacat de l'Off-Broadway | Guanyador |
| 1998 | Premis Outer Critics Circle | Actor destacat de l'Off-Broadway   | John Cameron Mitchell              | Nominat   |
| 1998 | Premis Obie                 | John Cameron Mitchell              | John Cameron Mitchell              | Guanyador |
| 1998 | Premis Obie                 | Stephen Trask                      | Stephen Trask                      | Guanyador |

### Producció original de Broadway 2014
| Any  | Premi                       | Categoria                                                      | Nominat                                                        | Resultat  |
| ---- | --------------------------- | -------------------------------------------------------------- | -------------------------------------------------------------- | --------- |
| 2014 | Premis Tony                 | Millor revival de musical                                      | Millor revival de musical                                      | Guanyador |
| 2014 | Premis Tony                 | Millor actor protagonista de musical                           | Neil Patrick Harris                                            | Guanyador |
| 2014 | Premis Tony                 | Millor actriu de repartiment de musical                        | Lena Hall                                                      | Guanyador |
| 2014 | Premis Tony                 | Millor il·luminació a un musical                               | Kevin Adams                                                    | Guanyador |
| 2014 | Premis Tony                 | Millor vestuari a un musical                                   | Arianne Phillips                                               | Nominat   |
| 2014 | Premis Tony                 | Millor direcció de musical                                     | Michael Mayer                                                  | Nominat   |
| 2014 | Premis Tony                 | Millor escenografia a un musical                               | Julian Crouch                                                  | Nominat   |
| 2014 | Premis Tony                 | Millor so                                                      | Timothy O'Heir                                                 | Nominat   |
| 2014 | Premis Drama Desk           | Revival excepcional d'un musical                               | Revival excepcional d'un musical                               | Guanyador |
| 2014 | Premis Drama Desk           | Actor destacat en un musical                                   | Neil Patrick Harris                                            | Guanyador |
| 2014 | Premis Drama League         | Revival excepcional d'un espectacle de Broadway o Off-Broadway | Revival excepcional d'un espectacle de Broadway o Off-Broadway | Guanyador |
| 2014 | Premis Drama League         | Actuació distingida                                            | Neil Patrick Harris                                            | Guanyador |
| 2014 | Premis Drama League         | Actuació distingida                                            | Lena Hall                                                      | Nominat   |
| 2014 | Premis Outer Critics Circle | Revival excepcional d'un musical                               | Revival excepcional d'un musical                               | Guanyador |
| 2014 | Premis Outer Critics Circle | Disseny d'il·luminació excepcional (teatral o musical)         | Kevin Adams                                                    | Guanyador |
| 2014 | Premis Outer Critics Circle | Actor destacat en un musical                                   | Neil Patrick Harris                                            | Nominat   |

### 2016 Gira pels Estats Units del 2016
| Any  | Premi                                                | Categoria                         | Nominat      | Resultat |
| ---- | ---------------------------------------------------- | --------------------------------- | ------------ | -------- |
| 2017 | Premi del Cercle de Crítics Dramàtics de Los Angeles | Actuació de repartiment destacada | Lena Hall    | Nominat  |
| 2017 | Premi del Cercle de Crítics Dramàtics de Los Angeles | Actuació principal destacada      | Darren Criss | Nominat  |